# انقلاب چوکیساکا
انقلاب چوکیساکا قیامی مردمی در ۲۵ مه ۱۸۰۹، علیه فرمانداری و پیشکاران چوکیساکا (شهر سوکره امروزی در بولیوی) بود. حضار واقعی چارکاس، با حمایت دانشگاه سنت فرانسیس خاویر، فرماندار اسپانیایی را برکنار کردند و یک رژیم خونتا تشکیل دادند. این انقلاب در بولیوی به عنوان «اولین فریاد آزادی» (به اسپانیایی: Primer grito libertario‎) شناخته می‌شد زیرا اولین قدم در جنگ‌های استقلال آمریکای اسپانیا بود؛ اما مورخان اختلاف نظر دارند که آیا چنین توصیفی دقیق است یا خیر.